# Libnotes (Libnotes) atroguttata
Libnotes (Libnotes) atroguttata is een tweevleugelige uit de familie steltmuggen (Limoniidae). De soort komt voor in het Oriëntaals gebied.